# Tercera Federación - Grupo I 2022-23

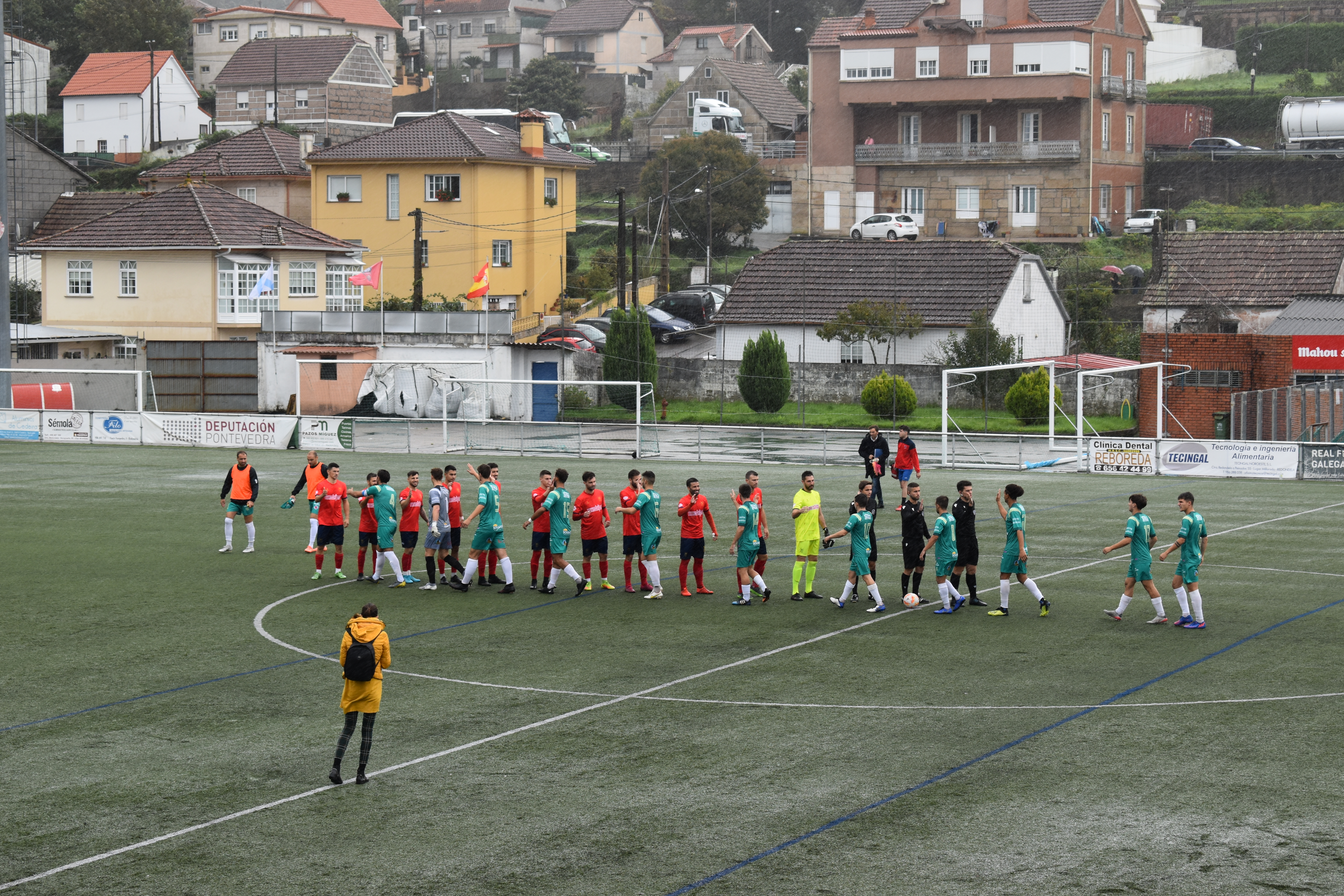
Saludo entre los jugadores del CD Choco y la UD Ourense.

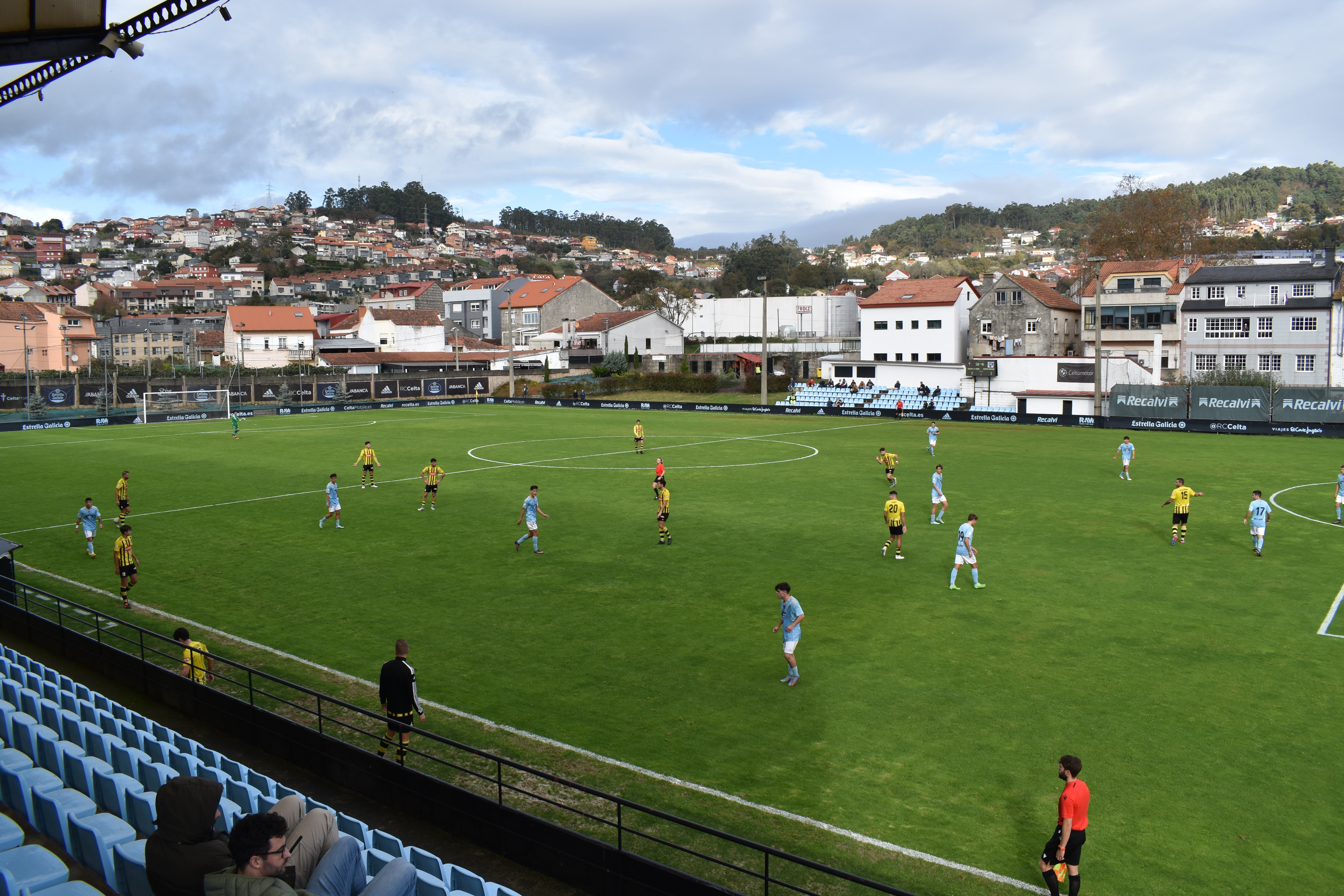
Gran Peña - Rápido de Bouzas.

La temporada 2022-23 del Grupo I de la Tercera Federación de fútbol comenzó el 11 de septiembre de 2022 y finalizó el 23 de abril de 2023. Posteriormente se disputó la promoción de ascenso entre el 30 de abril y el 21 de mayo en su fase territorial, y para finalizar en su fase nacional entre el 28 de mayo y el 4 de junio. Se trata de la segunda edición tras la restructuración de las categorías no profesionales por parte de la RFEF a causa de la pandemia global causada por el Coronavirus; y es la quinta categoría a nivel nacional.

## Sistema de competición
Participan dieciséis clubes en un único grupo. Se enfrentan todos contra todos en dos ocasiones -una en campo propio y otra en campo contrario- durante un total de 30 jornadas. El orden de los encuentros se decide por sorteo antes de empezar la competición. La Federación de Fútbol de Galicia es la responsable de designar las fechas de los partidos y los árbitros de cada encuentro, reservando al equipo local la potestad de fijar el horario exacto de cada encuentro.
Una vez finalizada la competición, el primer clasificado asciende directamente a Segunda Federación y se proclama campeón de Tercera Federación.
Los clasificados entre el segundo y el quinto lugar disputan un Play Off territorial en formato de eliminatorias a doble partido de ida y vuelta. En caso de empate el vencedor de la eliminatoria es el equipo mejor clasificado. El equipo vencedor de este Play Off se clasifica a la Promoción de ascenso a Segunda Federación que tiene carácter de final interterritorial.
Los tres últimos clasificados descendían directamente a Preferente Autonómica; pero en el mes de mayo y una vez finalizada la temporada se anunció el acuerdo de la ampliación de la categoría, pasando de dieciséis a dieciocho equipos en cada uno de los grupos de Tercera Federación. En el mes de junio la RFEF lo confirmó en una circular, anunciando que las dos plazas vacantes deben ser propuestas por las federaciones territoriales y aprobadas por la RFEF, amparándose en los artículos 119 y 217 del Reglamento General en los que se da prioridad a los equipos que hayan ocupado puestos de descenso en esta categoría.

## Ascensos y descensos
| Pos. | Ascendidos a 2.ª Federación |
| ---- | --------------------------- |
| 1º   | Polvorín F. C.              |
| 2º   | Ourense C. F.               |

| Pos. | Descendidos de 2.ª División RFEF |
| ---- | -------------------------------- |
| 17.º | Arosa S. C.                      |

| Acendidos de Preferente Autonómica | Acendidos de Preferente Autonómica | Acendidos de Preferente Autonómica | Acendidos de Preferente Autonómica |
| Pos.                               | Grupo Norte                        | Pos.                               | Grupo Sur                          |
| ---------------------------------- | ---------------------------------- | ---------------------------------- | ---------------------------------- |
| 1º                                 | Atlético Arteixo                   | 1.º                                | U. D. Ourense                      |
| 2º                                 | U. D. Paiosaco                     | 2.º                                | R. C. Celta C-Gran Peña            |

| Pos. | Descendidos a Preferente Autonómica |
| ---- | ----------------------------------- |
| 14.º | C. F. Noia                          |
| 15.º | S. D. Juvenil de Ponteareas         |
| 16.º | Atlético Arnoia                     |
| 17.º | S. D. Sofán                         |

## Equipos

### Listado de equipos
| Equipo                  | Localidad              | Estadio          | Aforo |
| ----------------------- | ---------------------- | ---------------- | ----- |
| Alondras C. F.          | Cangas de Morrazo      | O Morrazo        | 3500  |
| Arosa S. C.             | Villagarcía de Arosa   | A Lomba          | 5000  |
| C. S. D. Arzúa          | Arzúa                  | O Viso           | 1000  |
| Club Atlético Arteixo   | Arteijo                | Ponte dos Brozos | 2000  |
| C. D. Barco             | El Barco de Valdeorras | Calabagueiros    | 1200  |
| C. D. Choco             | Redondela              | Santa Mariña     | 1000  |
| C. D. Estradense        | La Estrada             | Novo Municipal   | 1000  |
| R. C. Deportivo Fabril  | Abegondo               | Abegondo         | 1000  |
| R. C. Celta C-Gran Peña | Vigo                   | Barreiro         | 1171  |
| U. D. Ourense           | Orense                 | O Couto          | 5600  |
| U. D. Paiosaco          | Laracha                | A Porta Santa    | 500   |
| Racing Club Villalbés   | Villalba               | A Magdalena      | 2000  |
| Club Rápido de Bouzas   | Vigo                   | Baltasar Pujales | 2500  |
| Silva S. D.             | La Coruña              | A Grela          | 1000  |
| U. D. Somozas           | Somozas                | Manuel Candocia  | 1000  |
| Viveiro C. F.           | Vivero                 | Cantarrana       | 1000  |

| Alondras Arosa Arzúa Atlético Arteixo Barco Choco Estradense Dep. Fabril Celta C-Gran Peña UD Ourense Paiosaco Rápido de Bouzas Racing Villalbés Silva Somozas Viveiro |

### Equipos por provincia
| N.º | Provincia  | Equipos                                                                  |
| --- | ---------- | ------------------------------------------------------------------------ |
| 6   | La Coruña  | Arzúa, Atlético Arteixo, Fabril, Paiosaco, Silva y Somozas               |
| 6   | Pontevedra | Alondras, Arosa, Choco, Estradense, Celta C-Gran Peña y Rápido de Bouzas |
| 2   | Lugo       | Racing Villalbés y Viveiro                                               |
| 2   | Orense     | Barco y UD Ourense                                                       |

## Clasificación
| Pos. | Equipo                        | Pts. | PJ | G  | E  | P  | GF | GC | Dif. |                                                                   |
| ---- | ----------------------------- | ---- | -- | -- | -- | -- | -- | -- | ---- | ----------------------------------------------------------------- |
| 1    | R. C. Deportivo Fabril (A, C) | 61   | 30 | 17 | 10 | 3  | 47 | 18 | +29  | Ascenso a Segunda Federación                                      |
| 2    | Arosa S. C.                   | 58   | 30 | 16 | 10 | 4  | 45 | 26 | +19  | Acceso a Promoción de Ascenso a Segunda Federación y Copa del Rey |
| 3    | Club Rápido de Bouzas         | 56   | 30 | 14 | 14 | 2  | 39 | 24 | +15  | Acceso a Promoción de Ascenso a Segunda Federación                |
| 4    | R. C. Villalbés               | 46   | 30 | 11 | 13 | 6  | 35 | 24 | +11  | Acceso a Promoción de Ascenso a Segunda Federación                |
| 5    | U. D. Ourense                 | 45   | 30 | 11 | 12 | 7  | 38 | 30 | +8   | Acceso a Promoción de Ascenso a Segunda Federación                |
| 6    | R. C. Celta C-Gran Peña       | 41   | 30 | 11 | 8  | 11 | 51 | 37 | +14  |                                                                   |
| 7    | Club Atlético Arteixo         | 41   | 30 | 11 | 8  | 11 | 37 | 42 | −5   |                                                                   |
| 8    | U. D. Somozas                 | 40   | 30 | 11 | 7  | 12 | 32 | 37 | −5   |                                                                   |
| 9    | C. D. Estradense              | 39   | 30 | 11 | 6  | 13 | 33 | 38 | −5   |                                                                   |
| 10   | Alondras C. F.                | 38   | 30 | 10 | 8  | 12 | 36 | 33 | +3   |                                                                   |
| 11   | U. D. Paiosaco                | 37   | 30 | 11 | 4  | 15 | 31 | 42 | −11  |                                                                   |
| 12   | Silva S. D.                   | 37   | 30 | 10 | 7  | 13 | 38 | 46 | −8   |                                                                   |
| 13   | Viveiro C. F.                 | 37   | 30 | 9  | 10 | 11 | 29 | 37 | −8   |                                                                   |
| 14   | C. S. D. Arzúa                | 31   | 30 | 9  | 4  | 17 | 28 | 48 | −20  |                                                                   |
| 15   | C. D. Barco (D)               | 31   | 30 | 8  | 7  | 15 | 26 | 38 | −12  | Descenso a Preferente Galicia                                     |
| 16   | C. D. Choco (D)               | 15   | 30 | 3  | 6  | 21 | 27 | 52 | −25  | Descenso a Preferente Galicia                                     |

Actualizado a los partidos jugados el 23 de abril de 2023.
 Fuente: Resultados Fútbol

## Resultados
| Local \ Visitante       | ALO | ARO | ARZ | ATL | BAR | CHO | EST | FAB | CEL | OUR | PAI | RBO | SIL | SOM | VIL | VIV |
| ----------------------- | --- | --- | --- | --- | --- | --- | --- | --- | --- | --- | --- | --- | --- | --- | --- | --- |
| Alondras C. F.          | —   | 0–2 | 3–1 | 2–0 | 3–0 | 2–1 | 1–2 | 1–0 | 0–1 | 0–1 | 0–1 | 1–1 | 2–4 | 1–1 | 1–1 | 3–0 |
| Arosa S. C.             | 0–0 | —   | 1–0 | 3–1 | 2–1 | 1–0 | 3–0 | 0–0 | 2–1 | 0–0 | 1–0 | 0–0 | 2–0 | 4–2 | 1–1 | 1–0 |
| C. S. D. Arzúa          | 2–1 | 0–3 | —   | 2–1 | 0–0 | 3–1 | 1–0 | 0–1 | 1–0 | 1–0 | 1–2 | 1–4 | 0–1 | 3–1 | 2–0 | 0–0 |
| Atlético Arteixo        | 1–0 | 2–2 | 1–0 | —   | 1–1 | 2–0 | 1–1 | 1–2 | 2–2 | 1–2 | 1–2 | 3–3 | 1–1 | 2–0 | 2–1 | 3–1 |
| C. D. Barco             | 1–2 | 0–1 | 0–1 | 1–2 | —   | 1–0 | 2–1 | 0–1 | 1–0 | 0–1 | 2–1 | 0–3 | 3–0 | 0–0 | 1–0 | 1–3 |
| C. D. Choco             | 2–2 | 1–1 | 1–1 | 0–1 | 0–2 | —   | 0–1 | 0–1 | 2–3 | 2–1 | 1–3 | 1–3 | 0–0 | 1–2 | 0–1 | 5–1 |
| C. D. Estradense        | 0–0 | 1–1 | 2–1 | 0–1 | 3–1 | 1–0 | —   | 2–2 | 2–0 | 0–0 | 2–3 | 1–3 | 3–1 | 0–1 | 3–1 | 1–0 |
| R. C. Deportivo Fabril  | 1–1 | 2–1 | 4–0 | 1–0 | 4–1 | 3–1 | 3–0 | —   | 2–1 | 1–1 | 2–0 | 0–0 | 3–2 | 0–1 | 0–0 | 6–0 |
| R. C. Celta C-Gran Peña | 4–3 | 2–1 | 3–1 | 0–0 | 1–1 | 6–2 | 3–0 | 1–2 | —   | 1–0 | 5–1 | 1–2 | 6–0 | 0–0 | 2–2 | 2–3 |
| U. D. Ourense           | 0–2 | 2–3 | 3–0 | 5–1 | 2–2 | 2–1 | 1–1 | 2–2 | 2–1 | —   | 2–0 | 1–1 | 3–2 | 3–0 | 0–0 | 1–1 |
| U. D. Paiosaco          | 2–1 | 0–1 | 3–2 | 1–2 | 2–0 | 1–0 | 0–3 | 0–1 | 0–0 | 0–0 | —   | 0–1 | 2–0 | 0–2 | 1–2 | 2–1 |
| Rápido de Bouzas        | 0–2 | 1–1 | 3–2 | 1–0 | 0–3 | 1–1 | 1–0 | 0–0 | 1–0 | 0–0 | 1–0 | —   | 2–1 | 0–0 | 1–0 | 1–1 |
| Silva S. D.             | 1–0 | 1–1 | 3–0 | 4–2 | 2–0 | 1–3 | 1–2 | 1–0 | 3–1 | 0–0 | 1–1 | 1–2 | —   | 3–1 | 0–1 | 0–0 |
| U. D. Somozas           | 0–1 | 3–4 | 3–1 | 0–1 | 2–1 | 2–0 | 2–1 | 0–2 | 0–3 | 1–0 | 3–1 | 1–1 | 2–2 | —   | 0–0 | 2–0 |
| Racing Villalbés        | 1–1 | 2–1 | 1–1 | 3–0 | 0–0 | 2–0 | 2–0 | 0–0 | 1–1 | 5–1 | 2–2 | 2–2 | 2–0 | 1–0 | —   | 0–1 |
| Viveiro C. F.           | 2–0 | 3–1 | 2–0 | 1–1 | 0–0 | 1–1 | 2–0 | 1–1 | 0–0 | 1–2 | 2–0 | 0–0 | 1–2 | 1–0 | 0–1 | —   |

## Play Off de Ascenso a Segunda Federación
|  | Semifinales                                                      | Semifinales                                                      | Semifinales                                                      | Semifinales                                                      | Semifinales                                                      |   |    | Final                                                | Final                                                | Final                                                | Final                                                | Final                                                |  |
|  | 30 de abril y 1 de mayo de 2023 (ida) 7 de mayo de 2023 (vuelta) | 30 de abril y 1 de mayo de 2023 (ida) 7 de mayo de 2023 (vuelta) | 30 de abril y 1 de mayo de 2023 (ida) 7 de mayo de 2023 (vuelta) | 30 de abril y 1 de mayo de 2023 (ida) 7 de mayo de 2023 (vuelta) | 30 de abril y 1 de mayo de 2023 (ida) 7 de mayo de 2023 (vuelta) |   |    | 14 de mayo de 2023 (ida) 20 de mayo de 2023 (vuelta) | 14 de mayo de 2023 (ida) 20 de mayo de 2023 (vuelta) | 14 de mayo de 2023 (ida) 20 de mayo de 2023 (vuelta) | 14 de mayo de 2023 (ida) 20 de mayo de 2023 (vuelta) | 14 de mayo de 2023 (ida) 20 de mayo de 2023 (vuelta) |  |
|  |                                                                  |                                                                  |                                                                  |                                                                  |                                                                  |   |    |                                                      |                                                      |                                                      |                                                      |                                                      |  |
|  |                                                                  |                                                                  |                                                                  |                                                                  |                                                                  |   |    |                                                      |                                                      |                                                      |                                                      |                                                      |  |
|  | 4º                                                               | R. C. Villalbés                                                  | 0                                                                | 2                                                                | 2                                                                |   |    |                                                      |                                                      |                                                      |                                                      |                                                      |  |
|  | 4º                                                               | R. C. Villalbés                                                  | 0                                                                | 2                                                                | 2                                                                |   |    |                                                      |                                                      |                                                      |                                                      |                                                      |  |
|  | 3º                                                               | Rápido de Bouzas                                                 | 1                                                                | 0                                                                | 1                                                                |   |    |                                                      |                                                      |                                                      |                                                      |                                                      |  |
|  | 3º                                                               | Rápido de Bouzas                                                 | 1                                                                | 0                                                                | 1                                                                |   | 4º | R. C. Villalbés                                      | 1                                                    | 2                                                    | 3                                                    |                                                      |  |
|  |                                                                  |                                                                  |                                                                  |                                                                  |                                                                  |   | 4º | R. C. Villalbés                                      | 1                                                    | 2                                                    | 3                                                    |                                                      |  |
|  |                                                                  |                                                                  | 2º                                                               | Arosa S. C.                                                      | 1                                                                | 1 | 2  |                                                      |                                                      |                                                      |                                                      |                                                      |  |
|  | 5º                                                               | U. D. Ourense                                                    | 2º                                                               | Arosa S. C.                                                      | 1                                                                | 1 | 2  | 0                                                    | 0                                                    | 0                                                    |                                                      |                                                      |  |
|  | 5º                                                               | U. D. Ourense                                                    |                                                                  |                                                                  |                                                                  |   |    | 0                                                    | 0                                                    | 0                                                    |                                                      |                                                      |  |
|  | 2º                                                               | Arosa S. C.                                                      | 0                                                                | 3                                                                | 3                                                                |   |    |                                                      |                                                      |                                                      |                                                      |                                                      |  |
|  | 2º                                                               | Arosa S. C.                                                      | 0                                                                | 3                                                                | 3                                                                |   |    |                                                      |                                                      |                                                      |                                                      |                                                      |  |
|  |                                                                  |                                                                  |                                                                  |                                                                  |                                                                  |   |    |                                                      |                                                      |                                                      |                                                      |                                                      |  |

## Clasificado a la Copa del Rey
| Bandera de Galicia |
| Arosa S. C.        |
| 2º Puesto          |